# Komet Kowal 1
Komet kowal 1 ali 99P/Kowal  je periodični komet z obhodno dobo 15,6 let.
.
 Komet pripada Jupitrovi družini kometov . 

## Odkritje[3]
Komet je odkril 24. aprila 1977 odkril ameriški astronom Charles Thomas Kowal na Observatoriju Palomar v Kaliforniji, ZDA.

## Lastnosti
Premer kometa je 10,2 km .